# 2818 Juvenalis
A 2818 Juvenalis (ideiglenes jelöléssel 2580 P-L) a Naprendszer kisbolygóövében található aszteroida. Cornelis Johannes van Houten,  Ingrid van Houten-Groeneveld,  Tom Gehrels fedezte fel 1960. szeptember 24-én.